# Wasilij Popow (rosyjski polityk)
Wasilij Stiepanowicz Popow, Bazyli Popowski, ros. Василий Степанович Попов (ur. 6 grudnia?/17 grudnia 1745 w guberni kazańskiej, zm. 24 października?/5 listopada 1822 w Petersburgu) − wojskowy i polityk rosyjski, rzeczywisty tajny radca dworu, zaufany Grigorija Potiomkina, ojciec generała Pawła Wasiliewicza Popowa.
Syn Stefana Popowskiego herbu Pobóg, wnuk Aleksandra Popowskiego z Popowa herbu Pobóg burgrabiego kamieńczykowskiego.
Na zlecenie cesarzowej Katarzyny zredagował akt konfederacji targowickiej. W latach 1792–1797 stał na czele imperatorskiego gabinetu, a w latach 1797–1799 przewodniczył pracom kamery – urzędu zarządzającego dobrami carskimi. Właściciel klucza Wasyliwka (ros. Васильевка, obecnie miasto na Ukrainie), który wziął nazwę od jego imienia.

## Życiorys
Wywodził się z rodziny polskiej osiedlonej w Rosji która pierwotnie nosiła nazwisko Popowscy herbu Pobóg i wywodzili się z gniazda Popowo nad rzeką Bug na Mazowszu. Nazwisko pochodzi od nazwy miejscowości w Polsce i zostało skrócone przez tę część rodziny dopiero w XVIII w. po wpisaniu do rejestru szlachty rosyjskiej. Nauki pobierał w gimnazjum męskim w Kazaniu. W roku 1767 wstąpił do wojska jako podpraporszczik; a w rok późnie awansowany został do stopnia sierżanta. Brał udział w działaniach przeciw konfederacji barskiej w Polsce (1769) i Turcji (1770); uczestniczył w zdobyciu cytadeli w Benderach. W latach 1771–1782 służył jako szef kancelarii w sztabie księcia Dołgorukiego podczas jego marszu na Krym.
W roku 1780 skierowany został do Kazańskiego Pułku Piechoty i wraz z nim skierowany do Moskwy jako szef generał-gubernatorskiej kancelarii Dołgorukiego. W 1781 roku otrzymał awans na majora, a rok później podpułkownika.
W roku 1783, po śmierci Dołgorukiego, przeszedł na służbę Potiomkina, szybko stając się jego prawą ręką i oficerem do zadań specjalnych. W 1786 roku Popow został sekretarzem carycy Katarzyny. W tym samym roku został − za wierną służbę − nagrodzony nadaniem miasteczka Reszetyliwka (ros. Решетиловка) w jekaterynosławskiej guberni.
W roku 1787 otrzymał awans na brygadiera z został odznaczony orderem św. Włodzimierza III klasy. W 1788 roku udał się wraz z kniaziem Potiomkinem na turecki teatr wojenny pod Oczakowem, a w listopadzie 1789 otrzymał stopień generała-majora i order św. Anny I klasy. W roku 1791 odebrał nadzwyczajne, jak na zajmowane stanowisko, odznaczenie — order św. Włodzimierza I klasy «za wyjątkowe wykonywanie zadań powierzanych mu przez generał-feldmarszałka».
Po śmierci Potiomkina caryca postanowiła zatrzymać go u swego boku i w lutym 1792 roku odznaczyła orderem św. Aleksandra Newskiego. Mianowany rzeczywistym tajnym radcą zawiadywał prywatnymi dobrami imperatorowej, a także przewodniczył komisji ds. Petersburskiego Instytutu górniczego. Вrał udział w procesie Nikołaja Nowikowa, a wkrótce potem został wyznaczony szefem gabinetu imperatorowej. Wiosną caryca powierzyła mu zredagowanie aktu konfederacji targowickiej, zaprzysiężonej 27 kwietnia w Petersburgu. Poruczono mu także zarząd nad kołybańskimi i nerczyńskimi kopalniami. W listopadzie 1796 roku, tuż przed śmiercią Katarzyny, otrzymał awans na generała-porucznika.
Car Paweł I mianował go w 1797 roku senatorem, zwalniając jednocześnie ze stanowiska w gabinecie. Rok później − na skutek donosu − został aresztowany i postawiony przed sądem oskarżony o nadużycia w działalności kamery pod jego zarządem, ale sąd go z zarzutów oczyścił i uniewinnił. Mimo to Pawłow opuścił Petersburg i wyjechał do guberni jekaterinosławskiej, gdzie zajął się gospodarstwem.
Za Aleksandra I wrócił do łask. W roku 1807 imperator wysłał go do generała Bennigsena celem przywrócenia porządku w armii. Znajdował się w świcie carskiej w czasie zawierania pokoju tylżyckiego, którego był redaktorem tekstu. Ponownie mianowany został rzeczywistym tajnym radcą z uprawnieniami komisarza, a następnie nadzorcy Departamentu Zaprowiantowania. W roku 1810 został członkiem Rady Państwa Imperium Rosyjskiego. W jej ramach w 1812 roku otrzymał wysokie stanowisko przewodniczącego komisji wniosków. W 1816 otrzymał roczny urlop i wyjechał za granicę na leczenie.
W roku 1818 został wybrany honorowym członkiem Petersburskiej Akademii Nauk. W 1819 car Aleksander mianował go przewodniczącym Departamentu ds. społecznych i religijnych Rady Państwa. Tymczasem zdrowie Popowa pogarszało się; zaczął ślepnąć. Zmarł w listopadzie 1822 roku i został pochowany w ławrze Aleksandra Newskiego w Petersburgu. Był odznaczony Orderem Świętego Aleksandra Newskiego, Orderem Świętego Włodzimierza I i III klasy, Orderem Świętej Anny I klasy.